# Rudolf Weyermann
Rudolf Weyermann (* 7. September 1880 in Bamberg; † 6. Mai 1946 in Erlangen) war ein deutscher Brauwissenschaftler und Unternehmer. Er wurde mit dem Ehrentitel Kommerzienrat und der Ehrenbürgerwürde der Stadt Bamberg ausgezeichnet.

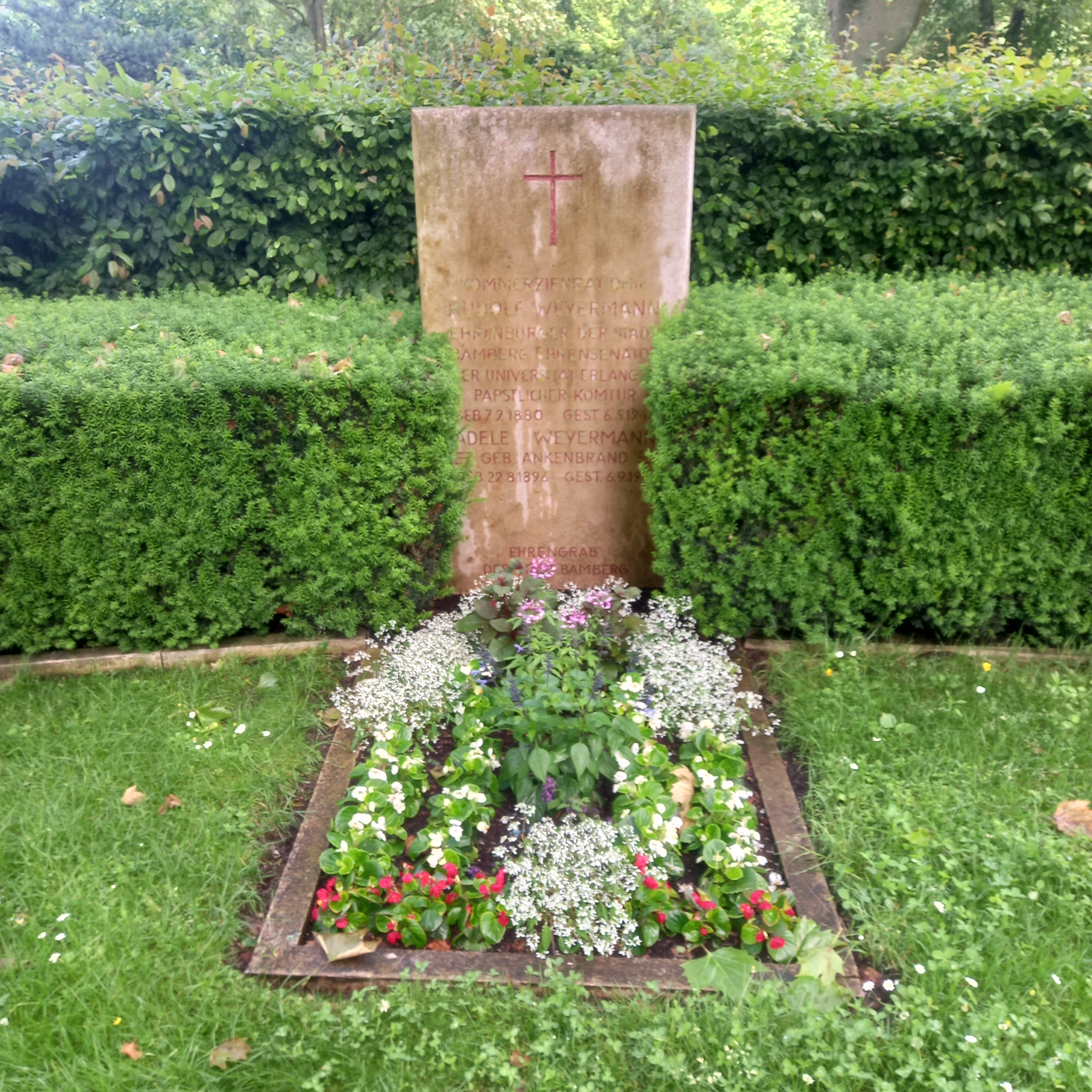
Das Grab von Rudolf Weyermann und seiner Ehefrau Adele geborene Ankenbrand auf dem Hauptfriedhof in Bamberg

## Leben
Rudolf Weyermann war der Sohn des Malzfabrikanten Johann Baptist Weyermann in Bamberg. Er besuchte die dortigen Schulen und trat eine kaufmännische Lehre im Bankhaus Wassermann an. Danach war er Praktikant in mehreren Brauereien. Ab 1902 studierte er an der Akademie für Landwirtschaft und Brauerei in Weihenstephan Brauwissenschaften und war Mitglied der Wehrschaft und späteren Landsmannschaft Bavaria zu Weihenstephan. Nach seiner Studien- und Militärzeit trat er 1905 in die väterliche Malzfabrik Michael Weyermann ein.
Der Kirchenneubau St. Otto in Bamberg-Nord von 1912 bis 1914 erfuhr durch das Unternehmen Weyermann großzügige Unterstützung. Im Jahre 1916 heiratete Weyermann die aus Eltmann stammende Unternehmertochter Adele Ankenbrand. Nach dem Tod des Unternehmensgründers Johann Baptist Weyermann am 25. Oktober 1919 ging das Unternehmen auf dessen Witwe Anna Sabine Weyermann geborene Sippel und ihre Kinder Rudolf, Carl und Eva Weyermann über.
Weyermann stiftete 1928 aus Anlass der ersten heiligen Kommunion seines Sohnes Rolf die noch fehlende Kanzel der Kirche St. Otto. Viele wollen im Gesicht des darauf abgebildeten Johannes des Täufers das Antlitz des Stifters erkennen. 1929 wurde Weyermann zum Ehrensenator der Universität Erlangen ernannt. Im selben Jahr rief er eine Stiftung zur Erlangung von Wohneigentum für Beschäftigte seines Unternehmens ins Leben. Er war Komtur des Ordens des Heiligen Gregor dem Großen.
Rudolf Weyermann starb am 6. Mai 1946 in der Universitätsklinik Erlangen und wurde in der Familiengruft auf dem Friedhof Bamberg beigesetzt.

## Ehrungen
- 1928 wurde Weyermann aufgrund seiner großzügigen Spenden zum Bau der Universitätsbibliothek von der Friedrich-Alexander-Universität Erlangen die Ehrendoktorwürde (als Dr. phil. h. c.) verliehen.
- 1928 wurde er zum Ausschussmitglied des 1925 eröffneten Deutschen Museums in München berufen.
- 1930 erhielt er aufgrund seines Mäzenatentums zugunsten des Deutschen Museums den Goldenen Ehrenring.
- Am 7. September 1930 wurde er wegen seiner Verdienste um das Gemeinwohl – er stiftete in den Jahren 1926 bis 1929 insgesamt 360.000 Reichsmark für gemeinnützige und soziale Zwecke – der 16. Ehrenbürger der Stadt Bamberg.
- 1984 wurde die Weyermannstraße im Stadtteil Gaustadt nach ihm benannt.